# Storici musulmani
Il presente lemma è un elenco degli storici musulmani e dei cronisti musulmani.
Esso è compilato facendo riferimento agli storici pre-moderni che hanno scritto le loro opere a partire dall'VIII secolo in cui si avviò la tradizione scritturale nel mondo arabografo, spingendosi fino al XIX secolo.

## Elenco cronologico

### Gli storici degli esordi (VIII secolo)
I pionieri: 700-750 (benché non giunte fino a noi, le opere storico-tradizionistiche di ʿUrwa b. al-Zubayr e di Ibn Shihab al-Zuhri sono citate all'interno di opere successive, secondo il diffuso fenomeno dell'epitome letteraria).
- ʿUrwa b. al-Zubayr (m. 712)
- Wahb ibn Munabbih (m. 735)

Secondo periodo arcaico: 750-800
- Ibn Shihāb al-Zuhrī (m. 741)
- Ibn Isḥāq (m. 761) - Sīrat al-nabawiyya, o Sīrat Rasūl Allāh (La vita del Messaggero di Dio)
- ʿAwāna b. al-Ḥakam al-Kalbī (m. 764 o 770)
- Abū Mikhnaf Lūṭ (m. 774) - Maqtal al-Husayn ibn Ali (L'uccisione di al-Ḥusayn)
- Maʿmar b. al-Muthannā (728-825) - Futūḥ Armīniyya (Le conquiste dell'Armenia)

Terzo periodo: 800-860
- Hishām b. al-Kalbī (m. 819) - Kitāb al-aṣnām (Il libro degli idoli)
- al-Wāqidī (m. 823) - Kitāb al-taʾrīkh wa l-maghāzī (Libro sulla storia e le azioni belliche del Profeta).
- Ibn Hishām (m. 835) - revisionatore (e interpolatore) della Sīra di Ibn Isḥāq
- Abū l-Ḥasan ʿAlī b. Muḥammad al-Madāʾinī (m. 840)
- Muḥammad b. Saʿd (m. 845) - Kitāb ṭabaqāt al-kubrā (Il libro delle grandi classi [di musulmani])
- Khalīfa b. Khayyāṭ (m. 854)

Quarto periodo: 860-900
- Ibn ʿAbd al-Ḥakam (m. 871) - Futūḥ Miṣr wa l-Maghrib wa akhbāruhā (Conquista e notizie sull'Egitto e il Maghreb)
- Ibn Quṭayba (m. 889) - ʿUyūn al-akhbār (La fonte delle informazioni); al-Imāma wa l-Siyāsa[1] (Il califfato e la conduzione politica); Kitāb al-maʿārif (Il libro delle conoscenze)
- al-Dīnawarī (m. 891) - Akhbār al-ṭiwāl (Le notizie di lunga durata)
- al-Balādhurī (m. 892) - Kitāb futūḥ al-buldān (Libro delle conquiste delle contrade); Kitāb ansāb al-ashrāf (Libro sulle genealogie dei nobili)
- Muḥammad b. Jarīr al-Ṭabarī (838 - 923) - Taʾrīkh al-rusul wa l-mulūk (Storia dei profeti e dei re)

Quinto periodo: 900-950
- Al-Ya'qubi (m. 900) - Taʾrīkh al-Yaʿqūbī (La Storia di al-Yaʿqūbī)
- Ahmad ibn Fadlan (m. dopo il 922)
- Ibn Aʿtham al-Kūfī (m. 926-27) - Kitāb al-futūḥ (Il libro delle conquiste)
- Abu Muhammad al-Hasan al-Hamdani (m. 945) - Kitāb ṣifat Jazīrat al-ʿArab (Libro sull'assetto della Penisola araba); al-Iklīl (La corona)

### Gli storici del periodo classico islamico

#### Iraq e Iran
- Abū Bakr b. Yaḥyā al-Sūlī (880 - 946) - Akhbār al-Rāḍī wa l-Muttaqī (Le notizie su al-Rāḍī e al-Muttaqī)
- Abu al-Hasan 'Ali al-Mas'udi (m. 955) - Murūj al-dhahab wa maʿādin al-jawhar (Il setaccio dell'oro e le miniere di gemme), spesso ricordato impropriamente come "Le praterie d'oro e le miniere di gemme"
- Sinān b. Thābit (m. 976)
- Raḍī al-Dīn Ḥasan al-Ṣaghānī (m. 990), uno dei primi storici della scienza
- Ibn Miskawayh (m. 1030)
- Abū ʿAbd al-Raḥmān Muḥammad al-ʿUtbī (m. 1036) - Kitāb al-nisāʾ allātī aḥbabna wa aghbāḍna (Libro sulle donne il cui amore s'è mutato in furore)
- Hilāl b. al-Muḥassin al-Ṣābiʾ (m. 1056) - Kitāb al-wuzarāʾ (Il libro dei visir)
- al-Khaṭīb al-Baghdādī (m. 1071) - Taʾrīkh Baghdād (Storia di Baghdad), dizionario storico delle principali personalità baghdadine
- Abū l-Faḍl Bayhaqī (995-1077) - Taʾrīkh-e Masʿūdī, noto anche come Taʾrīkh-e Beyhaqī.[1]
- Abū l-Faraj Ibn al-Jawzī (m. 1201) - al-Muntaẓam
- Ali Ibn al-Athir (1160–1231) - al-Kāmil fī l-taʾrīkh (La storia perfetta)
- Muḥammad b. ʿĀlī Rāwandī (c. 1204) Rāḥat al-ṣudūr, storia del Sultanato dei Grandi Selgiuchidi e sua frammentazione in minuscoli beilicati
- Sadīd al-Dīn Muḥammad b. Muḥammad ʿAwfī (m. 1232) - Jawāmiʿ al-hikāyāt wa lawāmiʿ al-riwāyāt (L'insieme dei racconti e gli splendori delle cronache)[2]
- Sibṭ Ibn al-Jawzī (m. 1256)
- Hamdallah Mustawfi (m. dopo il 1339-40) - Nuzhat al-qulūb, sull'ultimo periodo ilkhanide
- Ibn Bībī (m. dopo il 1281) - al-Awāmir al-ʿalāʾiyya fī l-umūr al-ʿalāʾiyya, sul Sultanato selgiuchide di Rūm
- ʿAṭā-Malik Juwaynī (1283) - Taʾrīkh-e jahān-gushāy (La storia del conquistatore del mondo), sulle imprese di Gengis Khān
- Ibn al-Tiqṭaqā (m. dopo il 1302) - al-Fakhrī, biografie di califfi fino ad al-Mustaʿṣim
- Ibn al-Fuwaṭī (m. 1323) - Majmaʿ al-ādāb fī muʿjam al-alqāb
- Waṣṣāf al-Ḥaḍrat (m. 1323) - Taʾrīkh-e Waṣṣāf (La storia di Waṣṣāf), ultima storia ilkhanide: séguito del Taʾrīkh-e jahān-gushāy di ʿAṭā-Malik Juwaynī
- Rāshid al-Dīn Hamadānī (m. 1398) - Jāmiʿ al-tawārīkh (L'insieme delle storie)
- Sharaf al-Dīn ʿAlī Yazdī (m. 1454) - Zafar-Nama (Il libro della vittoria) sulla dinastia timuride
- Mīrkhwānd (m. 1498) - Rawḍat al-ṣafāʾ (Il giardino della purezza), storia universale

#### Egitto, Palestina e Siria
- al-Muṭahhar b. Ṭāhir al-Maqdisī (m. 1000) - Kitāb al-badʾ wa l-taʾrīkh
- Ẓāhir al-Dīn Nīshāpūrī (ca 1175)
- al-Musabbihi (m. 1030), Akhbār Miṣr (Le notizie d'Egitto)[3]
- Ibn al-Qalānisī (m. 1160) - Dhayl taʾrīkh Dimashq (Séguito della storia di Damasco), sul periodo buride, e la Seconda e Terza crociata.
- Ibn ʿAsākir (m. 1176) - Taʾrīkh madīnat Dimashq (Storia della città di Damasco), ricca di biografie del periodo damasceno nel corso delle attività politiche e militari di Norandino e Saladino.
- Usama ibn Munqidh (m. 1188)
- ʿImād al-Dīn al-Iṣfahānī (m. 1201)
- ʿAbd al-Laṭīf al-Baghdādī (m. 1231)
- Baha al-Din ibn Shaddad (m. 1235) - al-Nawādir al-sulṭaniyya wa l-maḥāsin al-Yūsufiyya, sulla vita di Saladino
- Sibṭ Ibn al-Jawzī (m. 1256) - Mirʾat al-zamān (Lo specchio del tempo)
- Kamāl al-Dīn Ibn al-ʿAdīm (m. 1262) - Bughya al-ṭãlab fī taʾrīkh Ḥalab (Il desiderio di conoscenza circa la storia di Aleppo), ispirato dall'opera di Ibn ʿAsākir su Damasco.
- Abū Shāma (m. 1267) (Libro dei due giardini).
- Ibn Abī Uṣaybiʿa (1194-1270) - ʿUyūn al-anbāʾ fī ṭabaqāt al-aṭibbāʾ (La fonte delle informazioni sulle classi dei medici)
- Ibn Khallikān (m. 1282)
- Abū l-Fidāʾ (m. 1331)
- al-Nuwayri (m. 1332)
- al-Mizzi (m. 1341)
- al-Dhahabi (m. 1348) - Taʾrīkh al-Islām al-kabīr (La grande storia dell'Islam)
- Abū Muḥammad Maḥmūd al-ʿAynī (1361-1451)
- Ibn Kathir (m. 1373) - al-Bidāya wa l-nihāya (L'inizio e la fine) storia universale
- Ibn al-Furat (m. 1405)
- al-Maqrizi (m. 1442) - al-Sulūk li-maʿrifat duwal al-mulūk (storia mamelucca dell'Egitto.
- Ibn Ḥajar al-ʿAsqalānī (m. 1449)
- Abū Muḥammad Maḥmūd al-ʿAynī (1361-1451)
- Ibn Taghribirdi (m. 1470) - al-Nujūm al-zāhira fī mulūk Miṣr wa al-Qāhira (Le fulgide stelle sui sovrani del l'Egitto e del Cairo), storia egiziana
- al-Ṣakhāwī (m. 1497)
- al-Suyūṭī (m. 1505) - Taʾrīkh al-khulafāʾ (Storia dei Califfi)
- Mujīr al-Dīn al-ʿUlaymī (d.1522)

#### al-Andalus e Maghreb
- Qāḍī al-Nuʿmān (m. 974)
- Ibn al-Qūṭiyya (m. 977) - Taʾrīkh iftitāḥ al-Andalus (Storia della conquista di al-Andalus)
- Ibn al-Faraḍī (m. 1012)
- Ibn Ḥazm (m. 1063)
- Ibn ʿAbd al-Barr (m. 1071)
- Ibn Ḥayyān (m. 1075)
- al-ʿUdhrī (m. 1085) - Kitāb tarṣīʿ al-akhbār (Il libro dei grandi ornamenti)
- Abū 'Ubayd Allāh al-Bakrī (m. 1094)
- Qāḍī Iyāḍ (m. 1149)
- Muḥammad al-Baydhaq (m. 1164)
- Ibn Rushd, noto come Averroè (m. 1198)
- ʿAbd al-Wāḥid al-Marrākushī
- al-Qurṭubī (m. 1273)
- ʿAbd al-ʿAzīz al-Malzūzī (m. 1298)
- Ibn ʿIdhārī (m. 1312)
- Ibn Baṭṭūṭa (m. 1369))
- Ibn al-Khaṭīb (m. 1374) - al-Iḥāṭa fī akhbār Gharnāṭa (La fonte completa della storia di Granada)
- Ibn Abī Zarʿ (m. ca. 1320) - Rawḍ al-qirtāṣ (Il giardino di papiro)
- Ismāʿīl b. al-Aḥmar (m. 1406)
- Ibn Khaldūn (m. 1406) - al-Muqaddima (Introduzione) al Kitāb al-iʿbar (Libro degli esempi)

### India e Pakistan
- al-Bīrūnī (m. 1048) - Kitāb fī taḥqīq mā li-l-Hind (Libro sulle realizzazione di ciò che riguarda l'India),
- Amir Khusrow (m. 1325)
- Ẕiyāʾ al-Dīn Baranī (m. 1357)
- Ḥakīm Syed Ẓill al-Raḥmān

### Storici dell'età moderna

#### Turchi: Impero ottomano
- ʿĀshiq Pascià-Zāde (Aşıkpaşazade) (m. 1481) Tawārīkh-i Āl-i ʿUthmān (Le storie della gente ottomana)
- Ṭūrsūn Beg (m. dopo il 1488)[4]
- Idrīs-i Bitlīs (m. 1520)
- Matrakçı Nasuh (m. 1564)
- Hoca Sadeddin Efendi (m. 1599)
- Mustafa Ali (m. 1600)
- Mustafa Selaniki (m. 1600)
- Katip Çelebi (m. 1647)
- İbrahim Peçevi (m. 1650)
- Muṣṭafa Naʿīmā (1655–1716) - Taʾrīkh-i Naʿīmā
- Silahdar Findiklili Mehmed Aga (m. 1723)
- Ahmed Resmî Efendi (m. 1783)
- Aḥmet Cevdet Pascià (m. 1895)

#### Arabografi dell'Impero ottomano e Marocco
- Ibn Iyas (m. dopo il novembre 1522)
- Ahmed Mohammed al-Maqqari (m. 1632)
- Mohammed al-Ifrani (m. 1747)
- Mohammed al-Qadiri (m. 1773)
- Khalil al-Muradi (m. 1791)
- Abd al-Rahman al-Jabarti (m. 1825) - Ajāʿib al-athār fī l-tarājim wa l-akhbār
- Ahmad ibn Khalid al-Nasiri (m. 1897)

#### Persianografi dell'Impero safavide e dell'Impero Mughal (India)
- Muhammad Khwandamir (m. 1534)
- Abul Fazl ibn Mubarak (m. 1602) - Akbārnāma (Il libro di Akbār)
- Abd al-Qadir Bada'uni (m. 1615)
- Firishta (m. 1620)
- Iskandar Beg Munshi (m. 1632)
- Nizamuddin Ahmad (m. 1621)
- Inayat Allah Kamboh (m. 1671)
- Muhammad Saleh Kamboh (m. ca. 1675)
- Abul Fazl Mamuri (c. 1700)
- Mirza Mehdi Khan Astarabadi (m. c. 1760)
- Ghulam Husain Tabatabai (m. dopo il 1781)